# Jesper Dahlbäck
Jesper Dahlbäck (* 1974) ist ein Techno-DJ und -Produzent aus Schweden. Er veröffentlicht unter seinem bürgerlichen Namen sowie unter zahlreichen Pseudonymen wie Lenk, ADJD (mit Alexi Delano), The Persuader, Hugg & Pepp (mit seinem Cousin John Dahlbäck), Dahlback, Dick Track, Faxid, Groove Machine, Janne Me' Amazonen, The Pinguin Man oder DK (mit Thomas Krome).

## Biographie
Mit 17 begann Jesper Technotracks zu produzieren. Seine Inspiration holte er sich dabei vom Detroit Techno und europäischen Künstlern aus London und Berlin. 
1993 gründet er zusammen mit Adam Beyer und Peter Benisch die Globe Studios. Mit seinem Einstieg als Verkäufer im Plattenladen Planet Rhythm und als Produzent beim gleichnamigen Label erarbeitete er sich unter dem Alias Lenk einen Namen in der Szene. Zusammen mit Cari Lekebusch und Adam Beyer kreieren sie harte elektronische, monotone Tracks, die in der Fachpresse das Label Schweden-Techno erhielt. 
Seine musikalische Vielseitigkeit zeigte Dahlbäck, als er zusammen mit dem Schweizer Stephan Grieder das Houselabel Svek etablierte. Dahlbäck agierte dort maßgeblich als Produzent. 1998 und 2001 wurde das Label für den schwedischen Musikpreis Grammis nominiert. 1999 lernt er dann den kanadischen Produzenten Tiga kennen. Mit ihm zusammen produziert er unter anderem den Clubhit Pleasure From The Bass. 
Aktuell hat sich Dahlbäck vom harten monotonen Techno losgesagt und forciert mit vielen Outputs die Erhaltung des klassischen Acidsounds. Dahlbäck kämpft mit der DJ-Krankheit Tinnitus, weswegen er seine Aktivitäten in jüngster Zeit auf die Produktion von Musikstücken konzentriert.

## Veröffentlichungen (Auszug)
- Midnight Express (12")  Svek  1997
- The Persuader (12")  Svek  1997
- With Compliments (12")  Svek  1997
- JD's Power Tools Vol. I (12")  Blank LTD  1998
- Nueva York (12")  Blank LTD  1999
- Sand & Vatten (12")  Svek  2000
- JD's Power Tools Vol. II (12")  Blank LTD  2001
- Sommar EP (12")  Svek  2001
- Hans EP (12")  Jericho  2003
- Summer Jam Madness EP (12")  20:20 Vision  2003
- Finnish Folksong (12")  Special Needs Recordings  2004
- JD's Acid Power (12")  Blank LTD  2004
- Machine Dance (12")  DK Records  2004
- Number In Between (12")  Soma Quality Recordings  2004
- Polyhouse (12")  DK Records  2005
- As If Dubs (12")  Mad Eye  2006
- ADJDs's Chronicle Of The Urban Dwellers (Album) Harthouse 2007